# Snitowo
Snitowo (biał. Снітава, Snitawa; ros. Снитово, Snitowo) – agromiasteczko na Białorusi, w obwodzie brzeskim, w rejonie janowskim, w sielsowiecie Horbacha.
Znajduje tu się przystanek kolejowy Snitowo, położony na linii Łuniniec – Żabinka.

## Historia
W XIX i w początkach XX w. położone było w Rosji, w guberni grodzieńskiej, w powiecie kobryńskim, w  gminie Worocewicze. W XIX w pobliżu wsi powstała stacja kolejowa Snitowo.
W dwudziestoleciu międzywojennym leżało w Polsce, w województwie poleskim, w powiecie drohickim, do 18 kwietnia 1928 w gminie Worocewicze, następnie w gminie Janów. W 1921 wieś liczyła 611 mieszkańców, zamieszkałych w 144 budynkach, w tym 551 tutejszych, 34 Żydów i 26 Białorusinów. 577 mieszkańców było wyznania prawosławnego i 34 mojżeszowego. Stacja kolejowa Snitowo łącznie z kolonią Snitowo Nowe liczyły 28 mieszkańców, zamieszkałych w 3 budynkach, w tym 14 Żydów, 13 Polaków i 1 Białorusina. 14 mieszkańców było wyznania mojżeszowego, 8 rzymskokatolickiego i 6 prawosławnego.
Po II wojnie światowej w granicach Związku Sowieckiego. Od 1991 w niepodległej Białorusi.